# Пентус-Розиманнус, Кейт
Кейт Пе́нтус-Ро́зиманнус (эст. Keit Pentus-Rosimannus, до 2012 года — Кейт Пентус, род. 3 марта 1976, Таллин, Эстонская ССР, СССР) — эстонский политический и государственный деятель. Член Партии реформ Эстонии. Действующий министр финансов Эстонии с 26 января 2021 года. В прошлом — министр иностранных дел Эстонии с 17 ноября 2014 по 15 июля 2015 года и министр окружающей среды с 6 апреля 2011 по 17 ноября 2014 года. До этого Кейт Пентус занимала должность первого вице-спикера Рийгикогу (2009—2011) и руководителя бюро премьер-министра (2005—2009).

## Oбразование
Кейт Пентус-Розиманнус училась в Таллинской музыкальной школе по классу фортепиано и в Таллинской частной школе бакалавра (нынешнее название — Академия права Таллинского университета), которую окончила в 1995 году с серебряной медалью.
В 2000 году в Таллинском педагогическом университете получила степень бакалавра по специальности «Административное управление», также она изучала политику Европейского союза. В 2000 году она начала обучение в магистратуре Тартуского университета по специальности «Политология», которое не окончила.   

## Политическая деятельность
Пентус-Розиманнус начала сотрудничать с Партией реформ в 1996 году, когда на втором курсе университета она заняла должность организатора выборов. В 1997 году она положила начало основанию молодёжного клуба, который позже перерос в Молодёжную организацию Партии реформ Эстонии. 
С 1998 года является членом Партии реформ. Она была членом правления эстонской Партии реформ до 2017 года, после чего свою кандидатуру не выдвигала.
Кейт Пентус-Розиманнус принимала участие в выборах в Рийгикогу 1999 года по избирательному округу Таллина № 3, набрав 26 голосов. В общегосударственном списке Партии реформ она заняла 111 место.
Кейт Пентус-Розиманнус занимала должность политического советника при министре социальных дел, министре юстиции и министре иностранных дел. В 2003 году она стала старейшиной таллинского района Кесклинн. На этой должности она проработала 2 года. Будучи в этой должности, она инициировала дискуссии, направленные на тематическое планирование высотных зданий, общую детальную планировку районов с целостной культурно-исторической средой и будущее Старого города; организовала приведение в порядок «Горку поцелуев», установку освещения в парках Шнелли и Лембиту; помогла с обновлением помещений нескольких детских садов в центре города и созвала круглые столы руководителей школ и детских садов, а также квартирных товариществ.
С 2005 года она работала руководителем бюро премьер-министра Андруса Ансипа.

## Член Рийгикогу
В 2007 году Кейт Пентус выдвинула свою кандидатуру на выборах в Рийгикогу, получив 7049 голосов и личный мандат. Она была членом XI созыва Рийгикогу, входила в финансовую комиссию и комиссию по делам Европейского союза, а с 2007 по 2009 год являлась председателем фракции Партии реформ в Рийгикогу. С июня 2009 года она занимала должность первого вице-спикера Рийгикогу.
На выборах в собрания местных самоуправлений 2009 года Пентус-Розиманнус участвовала как кандидат в мэры Таллина от Партии реформ, набрав в избирательном округе Ласнамяэ 3396 голосов.
Была избрана членом XII созыва Рийгикогу.
6 апреля 2011 года Кейт стала министром окружающей среды третьего правительства Андруса Ансипа. Она продолжила занимать эту должность и в правительстве Таави Рыйваса, пока в ноябре 2014 года её не назначили министром иностранных дел после перехода Урмаса Паэта в Европейский парламент.
1 июля 2015 года она заявила об уходе с поста министра иностранных дел в связи с решением окружного суда, принятого по гражданскому разбирательству по делу об „Autorollo”.
Кейт Пентус-Розиманнус была избрана членом XIII созыва Рийгикогу и заместителем председателя комиссии по иностранным делам.
Кейт Пентус-Розиманнус является председателем депутатских групп по парламентским связям с США и Ираном, а также членом депутатских групп по парламентским связям с Великобританией, Украиной, Кубой, Болгарией, Турцией, Канадой, Израилем, Австралией, Новой Зеландией и Грузией. Кроме этого, она состоит в группах в поддержку кибербезопасности, охотников, малых предприятий, пресечения домашнего насилия и в поддержку его жертв, велотранспорта и городских велосипедистов, дигитализации предприятий.

## Министр окружающей среды
На должности министра окружающей среды она выдвинула предложение о создании природного заповедника Тухала-Набала, сумела достичь необходимого консенсуса для принятия нового Закона об охоте и успешно защитила интересы Эстонии при принятии директивы ЕС о качестве топлива.    

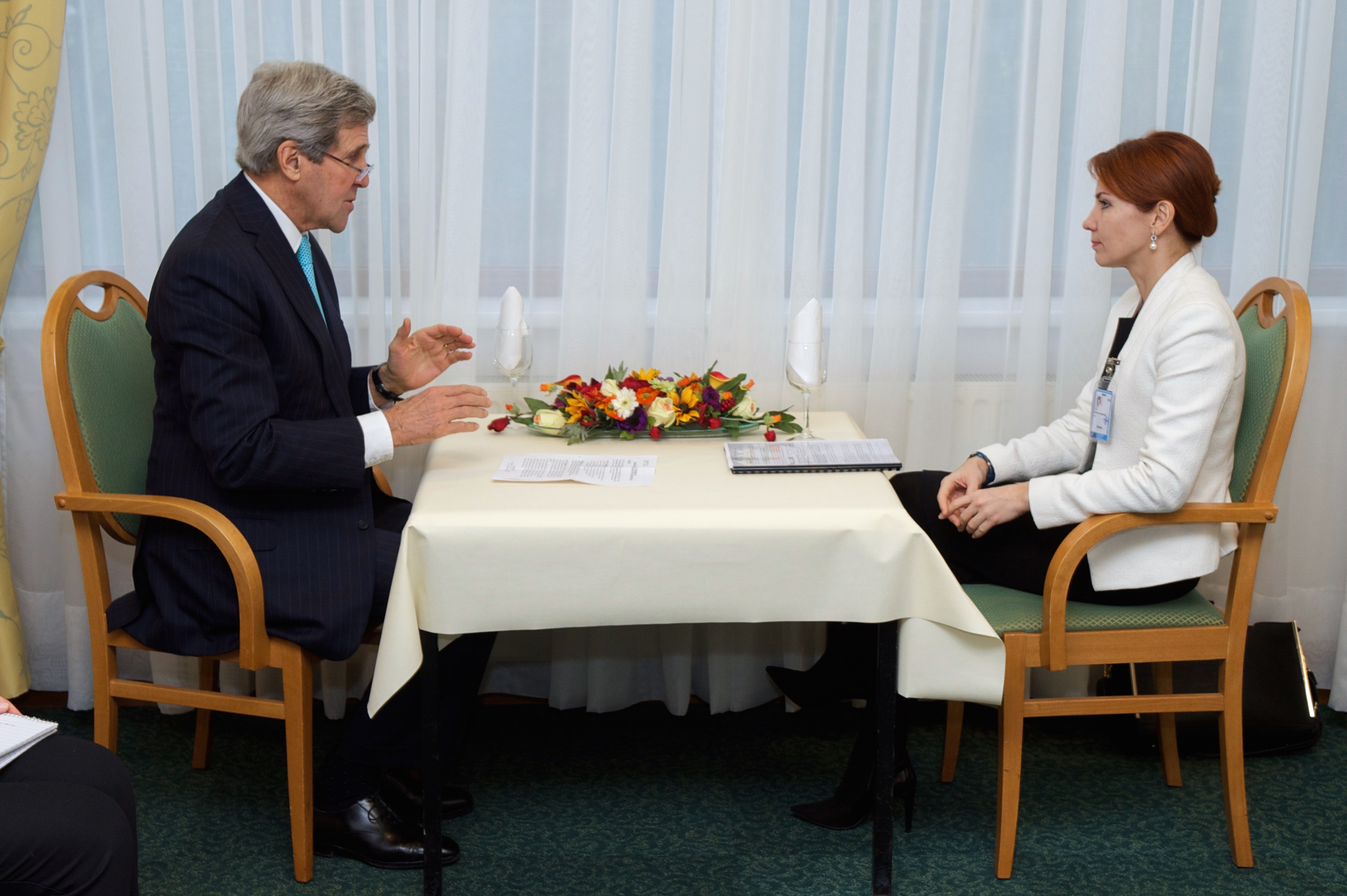
Джон Керри и Кейт Пентус-Розиманнус в штаб-квартире НАТО в 2014 году.

## Министр иностранных дел
В качестве министра иностранных дел отстаивала увеличение присутствия НАТО в регионе и продление санкций в отношении России в связи с аннексией Крыма к РФ и конфликтом на востоке Украины.

## Kандидат в мэры города Таллина
На выборах в местные самоуправления 2009 года Кейт Пентус-Розиманнус выступала кандидатом в мэры Таллина от Партии реформ. Баллотируясь в населённом преимущественно русскоязычными жителями районе Ласнамяэ, она получила 3396 голосов. Её планам стать градоначальником эстонской столицы не суждено было осуществиться, поскольку пользующаяся куда большей поддержкой среди жителей города Центристская партия смогла получить абсолютное большинство мест в городском собрании, благодаря чему её председатель Эдгар Сависаар продолжил свою работу в качестве мэра. Перед выборами Кейт Пентус-Розиманнус заявляла, что начала изучать русский язык, но причиной для этого якобы отнюдь не является желание манипулировать голосами русскоязычных избирателей. Также она выступала против планировавшейся центристами (и впоследствии так и не осуществлённой) административной реформы и упразднения частей города Таллина (Ласнамяэ, Нымме, Пирита и т.д.).

## Прочая общественная деятельность
Кейт Пентус-Розиманнус является членом совета Объединения поддержки прародителей. Ранее она входила в совет акционерного общества Riigi Kinnisvara Архивная копия от 31 января 2018 на Wayback Machine («Государственная недвижимость») и была членом совета целевого учреждения «Центр конференций и обучения этическим ценностям и христианской культуре при таллинском Домском соборе».

## Личная жизнь
10 августа 2012 года она вышла замуж за Райна Розиманнуса. Её брат Стен Пентус — автогонщик.   

## Гражданское разбирательство по делу об „Autorollo”
Входящая в круг основателей инициированного Центристской партией Таллинского муниципального банка семья Ярвекюльг организовала подачу гражданского иска против Кейт Пентус-Розиманнус в связи с процессом банкротства принадлежавшей её отцу Вяйно Пентусу транспортной фирмы „Autorollo”. 27 июня 2014 года Харьюский уездный суд оставил без удовлетворения иск банкротной команды фирмы „Autorollo” против Кейт Пентус-Розиманнус. Суд возложил несение процессуальных расходов Кейт Пентус-Розиманнус на банкротную команду. 30 июня 2015 года Таллинский окружной суд аннулировал ту часть решения уездного суда, по которой требование к Кейт Пентус-Розиманнус о возмещении ущерба, вызванного основанием дочернего предприятия фирмы „Autorollo”, было оставлено без удовлетворения. Окружной суд принял новое решение по аннулированным частям, взыскав компенсацию ущерба и возложив несение процессуальных расходов также на ответчика. Кейт Пентус-Розиманнус назвала решение несправедливым, но подала из-за него в отставку с поста министра иностранных дел. Кейт Пентус-Розиманнус обжаловала решение, и Государственный суд принял кассационную жалобу к рассмотрению. 13 апреля Государственный суд оставил четыре требования истца к Кейт Пентус-Розиманнус из пяти без удовлетворения, поскольку представленные основания для требований частично не были доказаны в уездном и окружном суде. По части одного требования Государственный суд аннулировал решение окружного суда из-за неправильного трактования норм материального права и значительного нарушения норм процессуального права, направив дело на новое рассмотрение в Таллинский окружной суд. 21 октября 2016 года окружной суд оставил весь иск со всеми требованиями в отношении Кейт Пентус-Розиманнус без удовлетворения, а несение всех процессуальных расходов во всех судебных инстанциях было возложено на банкротных управляющих истца – Мартина Круппа и Катрин Прюк.   

### Статьи и интервью
Реформистки требуют отставки Урмаса Рейнсалу: оскорбление и стигматизация неприемлемы Архивная копия от 1 февраля 2018 на Wayback Machine
Кейт Пентус-Розиманнус: Кадри Симсон бездействует в вопросах Ида-Вирумаа Архивная копия от 1 февраля 2018 на Wayback Machine
Как прекратить апартеид по образовательному признаку? Архивная копия от 1 февраля 2018 на Wayback Machine
Скандал! Пентус-Розиманнус назвала Карилайда и Стальнухина сепаратистами Архивная копия от 1 февраля 2018 на Wayback Machine
Кейт Пентус-Розиманнус: Парижское соглашение создает новые условия для эстонских предприятий Архивная копия от 1 февраля 2018 на Wayback Machine
Кейт Пентус-Розиманнус о парламентских выборах в Голландии: избиратели предпочитают популистов? Архивная копия от 1 февраля 2018 на Wayback Machine
Кейт Пентус-Розиманнус: Путин желает расколоть Европу Архивная копия от 1 февраля 2018 на Wayback Machine
Пентус-Розиманнус: Марина Кальюранд стала бы хорошим президентом Архивная копия от 1 февраля 2018 на Wayback Machine
Пентус-Розиманнус: я верю в потенциал Марины Кальюранд Архивная копия от 1 февраля 2018 на Wayback Machine
Пентус: Эстония поддерживает процессы интеграции ЕС Архивная копия от 1 февраля 2018 на Wayback Machine
Пентус-Розиманнус по-прежнему против прокладки Rail Baltic в Набала Архивная копия от 1 февраля 2018 на Wayback Machine